# Jean-Gabriel Domergue
Pour les articles homonymes, voir Domergue.
Joseph Charles Louis Jean Gabriel Domergue, né le 4 mars 1889 à Bordeaux et décédé le 16 novembre 1962 à Paris, est un peintre et graveur français.

## Biographie
Jean-Gabriel Domergue est le petit-cousin du peintre Henri de Toulouse-Lautrec. Son frère, René Domergue, deviendra nouvelliste, critique d'art, puis rédacteur à La Liberté et à L'Écho de Paris.
Il est élève au lycée Montaigne à Bordeaux puis au lycée Rollin à Paris. Il est passionné de dessin et entre aux Beaux-Arts de Paris où il est élève de Jules Lefebvre, Tony Robert-Fleury, Jules Adler, Ferdinand Humbert et François Flameng.
Au sortir des Beaux-Arts, il travaille dans l'atelier du maître Rodolphe Julian aux côtés du futur auteur Paul Briquet . Il expose au Salon des artistes français dès 1906 et y obtient une mention honorable en 1908, une médaille de 3e classe en 1912 et une médaille d'or en 1920, année où il passe en hors-concours.
Il est lauréat d'un deuxième grand prix de Rome de peinture en 1913.
En 1938, il exécute une composition comportant une jeune femme nue destinée à la campagne du nouveau parfum Féerie de Rigaud et cette même année, il est également membre du jury pour l'élection de Miss France, comme en 1936. À cette époque, il vit au 10 avenue d'Iéna (1938 Tout Paris, Annuaire de la Société Parisienne, page 184)
Il crée la célèbre affiche de la première édition du Festival de Cannes qui montre une femme applaudissant, le dos nu, la chevelure luxuriante, aux côtés d'un homme en habit, les deux premiers spectateurs du Festival,,.
En 1950, il est élu membre de l'Institut de France (Fauteuil 14), et devient conservateur du musée Jacquemart-André à Paris de 1955 à 1962, où il organise des expositions sur la peinture de Van Gogh (1960), Toulouse-Lautrec, Goya.
Jean-Gabriel Domergue raconte dans l'émission de télévision de l'ORTF du 27 juillet 1960, En direct de Cannes, avoir engagé Lénine en 1911 comme « homme de ménage ». En 1966, Claude Lelouch place l'anecdote dans les dialogues (vers la 20e minute) d'Un homme et une femme où Anne Gauthier (Anouk Aimée) apprend à Jean-Louis Duroc (Jean-Louis Trintignant) qui la raccompagne et ne connaît pas la rue Lamarck : « C'est pourtant dans cette rue que Jean-Gabriel Domergue un peu avant 1917 engagea un domestique russe qui s'appelait Vladimir Oulianov. Il a appris bien après que c'était Lénine. » Dans Stedevaart naar Paris, l'écrivain et journaliste néerlandais Jan Brokken rapporte l'anecdote sous la forme de l'engagement de Vladimir Ilitch Oulianov par Jean-Gabriel Domergue pour livrer ses commandes à vélo depuis son atelier de la rue Lamarck. Pour Jan Brokken, le fait que Lénine, qui vivait à cette époque avec sa famille dans le 14e arrondissement de Paris, ait livré les commandes du peintre est peu plausible.
Il vit avec sa femme, la sculptrice Odette Maugendre-Villers (1884-1973), dans la villa Fiesole du quartier Californie - Pezou à Cannes qu'ils avaient fait construire. Après la mort du peintre survenue le 16 novembre 1962 dans le 8e arrondissement de Paris, l'habitation est baptisée villa Domergue par la ville de Cannes, villa reçue en 1973 par testament d'Odette Domergue. Est inscrite en 1990 au titre des monuments historiques.
C'est lui-même qui conseilla au très jeune Cyril de La Patellière son entrée à l'"Ecole Nationale des Arts-Déco" de Nice (cette ancienne école située rue Tonduti-de-l'Escarène).
Il fut l'un des premiers peintres à travailler un temps, vers 1942 / 1943, avec la toute jeune galerie Maeght de Cannes, 10 rue des Belges.
En novembre 2000, le peintre et sa femme sont inhumés dans le mausolée de style étrusque conçu à cet effet dans le jardin de la villa par Odette Domergue elle-même,.

## Sa peinture
La Parisienne est l'un des sujets favoris de ce peintre « mondain » et pléthorique : « Je suis l’inventeur de la pin-up », dit-il. Il eut pour modèle, entre autres, Nadine Lhopitalier, future Nadine de Rothschild.

## Œuvres

### Peintures
Plusieurs de ces toiles sont conservées au musée des beaux-arts de Bordeaux ainsi que dans d’autres établissements muséaux, dont :
- Le Port de Bordeaux, 1910, huile sur toile, 24 × 33 cm. A cette époque, il a peint plusieurs fois le 'Port de bordeaux' et différentes oeuvres portent ce même titre (dont une autre du Musée de Bordeaux)[19]
- Le Port de Bordeaux, 1910, huile sur toile, 82 × 100 cm, Musée de Bordeaux[20]
- Tuileries, 1912, huile sur bois, 19 × 24 cm, Musée de Bordeaux[21]
- Versailles au soleil, 1915, huile sur toile, 65 × 81 cm, Musée de Bordeaux[22]
- René Domergue[23], 1916
- Jeune femme avec un grand chapeau, 1918, huile sur bois, 21 × 16 cm, Musée de Bordeaux[24]
- La Fête vénitienne, 1918, huile sur carton, 73 × 60 cm, Musée de Bordeaux[25]
- Le Sommeil ensoleillé (nu allongé), 1926, huile sur toile, 65 × 81 cm, Musée de Bordeaux[26]
- Femme dans un intérieur (Ancien titre : Intérieur), 1927, huile sur carton, 56 × 48 cm, Musée de Nantes[27]
- Madame Olympe Hériot, 1932, huile sur toile, 194 × 97 cm, Musée de Bordeaux[28]
- À la princesse des contes de fées ; Portrait de Génia Minache (musée Alfred-Danicourt) ;
- La Danseuse de Corde (Berardo - Art Deco Museum (en), Lisbonne) ;
- Portrait de la duchesse de Grammont, née Greffulhe (musée d'art moderne et contemporain, Strasbourg) ;
- Joséphine Baker, nu (1936, collection privée)[29]
- Nadine de Rothschild[30].
- Josephine Baker, huile sur toile, 227 x 161 cm - signée en bas à droite, Berko Fine Paintings, Belgique.
- PORTRAIT DE JOSEPH CAILLAUX (1863-1944), huile sur toile, 160 × 130 cm, Musée de Tessé, Le Mans[31]

### Estampes
- Les Atrocités Allemandes (1915).
- Les Après-midi d'un faune, quarante eaux-fortes originales (Paris, 1924).

### Décors
Vers 1932, il peint les décors du salon vénitien du château de Thorenc à Cannes.
Après-guerre, il utilisa un de ses portraits féminins, celui du buste d'une jeune femme aux épaules nues vêtue d'une robe verte, de longs gants noirs et d'un chapeau à voilette nommée Chou, pour illustrer la couverture de la carte du "Cabaret" - maison G.H. Rabu, 4, avenue Franklin-D.-Roosevelt à Paris (exemplaires datés de 1949 et du 15 novembre 1956).

## Élèves
- Pierre Boudet[32].

## Le jury délibérait dans la demeure
À Cannes (Alpes-Maritimes), il y a le Palais des Festivals et ses célèbres marches. Mais ce sont également des fêtes courues et sélect qui font la légende du plus grand festival de cinéma au monde . Cet esprit de fête est né dans les années 1930, à la villa Domergue. Sur les hauteurs de Cannes, elle pourrait être un décor de film, disposant d’une vue imprenable sur la baie. La maison est inhabitée depuis le décès des anciens propriétaires, le peintre Jean-Gabriel Domergue et sa femme Odette.
Reconnu pour ses affiches et ses portraits, le peintre était aussi connu pour son sens de la fête. Lorsque la ville a souhaité organiser le premier Festival de Cannes en 1939, c’est tout naturellement à lui qu'elle a pensé. À sa mort, Odette Domergue a décidé de léguer sa demeure à la municipalité. C’est dans ce lieu que s'est réuni pendant 20 ans le jury de Cannes pour décerner la Palme d’or. Aujourd'hui la villa Domergue n'est plus utilisée par les jurys du festival de Cannes dans un souci de confidentialité, car elle n'était pas un lieu suffisamment discret.